# Виссер, Элизабет
Элизабет Виссер (Elizabeth Visser; 26.05.1908, Амстердам — 03.08.1987, Харен (Гронинген)) — нидерландский историк. Проф. античной истории Гронингенского ун-та (с 1947 года). Первая женщина-профессор истории в Нидерландах.
Окончила Амстердамский ун-т (1932), где училась с 1926 года классической филологии. Также посещала лекции по египтологии в Лейдене.
После окончания университета изучала греческую папирологию под руководством профессора Вильгельма Шубарта в Берлине. Затем в Италии, откуда ездила в Египет.
В 1938 году защитила диссертацию под руководством Давида Кохена.
Преподавала в альма-матер.
С 1947 года профессор в Гронингенском университете. Стала первой женщиной-профессором истории в Нидерландах. С 1964 года проректор. С 1976 года в отставке. Руководила тремя аспирантами. Вела деятельность за права женщин.
Замужем с 1974 года за юристом, коллегой-профессором, детей не было.